# 건지섬 파운드
건지섬 파운드(영어: Guernsey pound)는 건지섬의 통화로 1 파운드는 100 펜스(Pence, 단수형: Penny)에 해당된다. 건지섬 파운드는 영국 파운드의 변종인 고정 환율을 시행한다.
건지섬은 1921년부터 영국과 통화 동맹을 맺고 있기 때문에 건지섬 파운드는 독립된 통화가 아닌 영국 파운드와 동일한 가치의 통화로 간주된다. 1, 2, 5, 10, 20, 50 펜스, 1, 2 파운드 동전과 1, 5, 10, 20, 50 파운드 지폐가 통용된다.

## 같이 보기
- 저지섬 파운드
- 맨섬 파운드